# 아라이 이쿠
아라이 이쿠(일본어: 新井 郁, 1988년 12월 7일 ~ )는 일본의 배우로, 아이치현 가마고리시 출신이며, 아파치 소속했다.